# Су-7
Су-7 (по кодификации НАТО: Fitter-A) — советский реактивный истребитель со стреловидным крылом, разработанный в 1950-х годах в ОКБ-51 Павла Сухого. Всего было произведено 1848 Су-7 всех модификаций, из которых 691 самолёт был поставлен на экспорт в 9 стран мира.

## История создания и производства

### Истребитель Су-7
14 мая 1953 года приказом МОП № 223 Главным конструктором ОКБ-1 был назначен Павел Сухой. Так было восстановлено конструкторское бюро П. О. Сухого, ликвидированное в 1949 году. Согласно Постановлению Правительства от 5 августа 1953 года, в ОКБ развернулись работы по проектированию сверхзвуковых истребителей в двух вариантах компоновки — со стреловидным и треугольным крыльями (условные шифры «С» и «Т» соответственно).
В 1953—1954 годах разработан опытный истребитель, который впервые в практике советского сверхзвукового самолётостроения был оборудован регулируемым воздухозаборником и цельноповоротным горизонтальным оперением (управляемым стабилизатором). В одном из испытательных полётов этот самолёт достиг скорости 2170 км/ч. Обнадёживающие результаты лётных испытаний позволили приступить к строительству опытного образца самолёта со стреловидным крылом Су-7 «изделие С-2», испытания которого начались в 1955 году. В 1956 году самолёт был продемонстрирован на аэродроме в Тушино.
По завершении испытаний самолёт был рекомендован к принятию на вооружение. Серийное производство истребителя продолжалось с 1957 по 1960 год; всего выпущено 133 машины.
Первый вылет в строевом полку на Су-7 состоялся 11 июня 1959 года; самолёт пилотировал капитан А. И. Романов (аэродром Воздвиженка, Приморский край, 523-й иап).
Истребители Су-7 эксплуатировались в частях ВВС и ПВО СССР на Дальнем Востоке до 1966 года. Авиационные части, на вооружении которых стоял истребитель Су-7, базировались на
аэродромах Воздвиженка и Спасск-Дальний (Хвалынка) Приморского края.

### Истребитель-бомбардировщик Су-7Б
17 мая 1957 года директивой начальника Генерального штаба ВС СССР было начато создание нового рода авиации — истребительно-бомбардировочной. Руководство ВВС предложило ОКБ П. О. Сухого создать на базе Су-7 истребитель-бомбардировщик Су-7Б. Официально задание на создание нового самолёта было оформлено Постановлением Правительства от 31 июля 1958 года.
Су-7Б «изделие С-22» стал родоначальником семейства истребителей-бомбардировщиков ОКБ П. О. Сухого. Первый полёт на С-22 был выполнен в марте 1959 года. Серийное производство истребителя-бомбардировщика различных модификаций продолжалось с 1959 по 1972 год. Всего выпущено 1715 машин.
Первым строевым полком ВВС, получившим Су-7Б в июне 1960 года стал 642-й Гвардейский Краснознамённый Братиславский отдельный авиационный полк истребителей-бомбардировщиков (оапиб) 48-й ВА Одесского военного округа (ОдВО), базировавшийся на аэродроме Вознесенск (Мартыновка) Николаевской области.
В процессе эксплуатации самолёт неоднократно подвергался модернизации. Изменения касались конструкции планера, двигательной установки, вооружения и бортового оборудования.
В 1966 году на базе Су-7БМ был создан самолёт с крылом изменяемой стреловидности Су-17. В 1967 году самолёт был показан на воздушном параде в Домодедове.
Истребитель-бомбардировщик был принят на вооружение 10-ти стран, включая СССР и государства Варшавского договора.
Су-7 был самым аварийным самолётом ВВС СССР начала 1960-х годов. За первые пять лет эксплуатации (1959—1963) было потеряно 28 машин, причём подавляющее большинство лётных происшествий (82 %) произошло из-за конструктивно-производственных недостатков. В 1964 году налёт на одно лётное происшествие у Су-7 составлял 1770 часов по сравнению с 3225 часами у МиГ-21.
По данным ОКБ Сухого, с 1956 по 1979 год в ВВС СССР произошло 224 лётных происшествия с самолётами Су-7, включая 114 катастроф.

## Конструкция
(Применительно к самолёту Су-7Б постройки 1960 года)

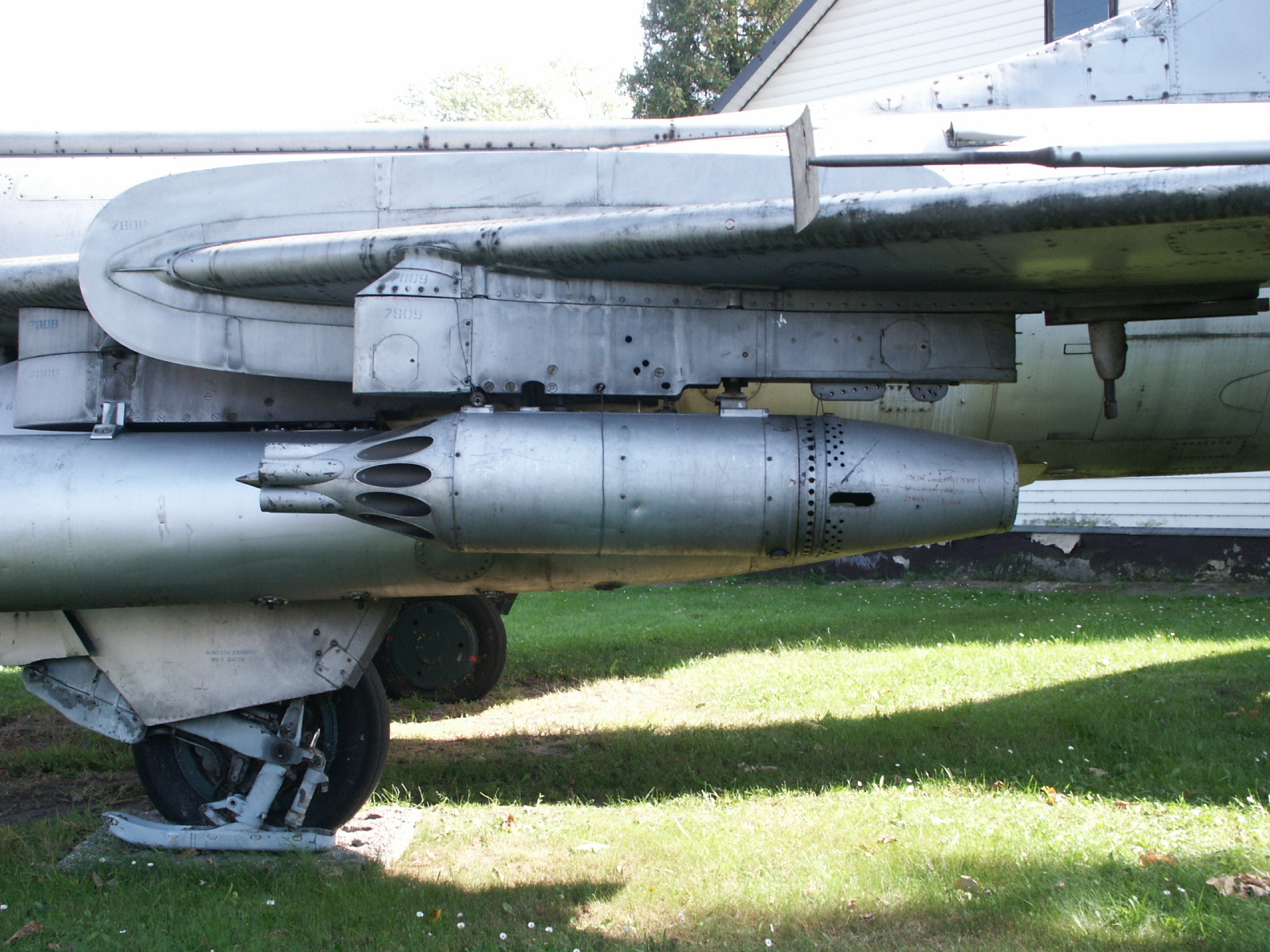
Су-7БКЛ: хорошо видно колёсно-лыжное шасси и блок 57-мм НАР УБ-16

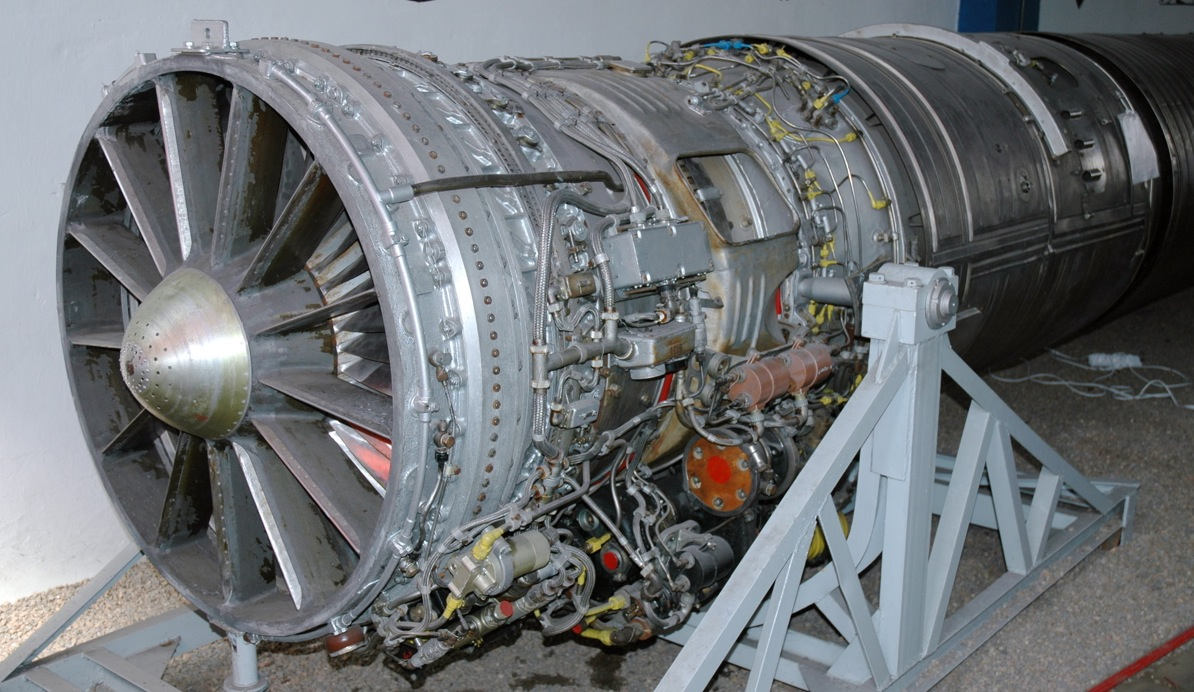
ТРДФ АЛ-7Ф-1

Су-7Б — однодвигательный цельнометаллический среднеплан с крылом и оперением большой стреловидности, с двигателем внутри задней части фюзеляжа и передним расположением воздухозаборника. В качестве основных удельных параметров самолёта главный конструктор выбрал тяговооружённость, близкую к единице, и нагрузку на крыло около 300 кг/м2. Основные конструкционные материалы планера — алюминиевые сплавы В95, Д16 и сталь 30ХГСНА.
Фюзеляж самолёта представлял собой цельнометаллический полумонокок круглого сечения с силовым набором из 43 шпангоутов, 7 лонжеронов и 23 стрингеров с обшивкой. На своём значительном протяжении он имел форму цилиндра с диаметром 1550 мм с сужением в носовой части, начиная от 15 шпангоута. Из-за объёмистой форкамеры двигателя расширенная «бочкообразная» хвостовая часть имела максимальный диаметр 1634 мм. Для удобства замены двигателя фюзеляж имел технологический разъём по шпангоутам № 28 и 29, деля конструкцию на переднюю и заднюю часть. В фюзеляже, состоящем из головной и хвостовой частей, размещается кабина лётчика, ниша передней стойки шасси, воздушный канал двигателя, четыре мягких топливных бака, турбореактивный двигатель с форсажной камерой, контейнер тормозного парашюта, боезапас пушек, радиоэлектронное оборудование и другие системы. В хвостовой части расположены четыре тормозных щитка и опора, предохраняющая хвостовую часть самолёта при посадке с большим углом.
Канал в/заборника проходил внутри передней части фюзеляжа, огибая кабину лётчика справа и слева. В передней части в/заборника установлен подвижный конус, а на расстоянии 1500 мм от передней кромки заборника установлены 4 створки перепуска воздуха.
Гермокабина лётчика вентиляционного типа, с наддувом от компрессора двигателя и охлаждаемый в турбохолодильной установке. Фонарь состоял из двух частей — неподвижного козырька и сдвижной части. Кабина бронирована: переднее бронестекло толщиной 102,5 мм, в верхней части козырька устанавливался 5 мм бронещиток из стали КВК-2, защищающий голову лётчика; 10 мм силикатные стекла были вставлены в боковые проёмы козырька, а сдвижная часть фонаря той же толщины изготовлялась из термостойкого оргстекла. Кроме бронестекла и бронещитка козырька фонаря, защиту лётчика спереди обеспечивала 8 мм стальная бронеперегородка. Для защиты лётчика от поражения со стороны хвоста кресло имело бронеспинку из алюминиевых бронеплит толщиной 36 мм, а сверху задней стенки кабины устанавливалась 20 мм бронеплита, прикрывающая голову за заголовником кресла. Катапультное кресло КС-2А (затем ставили КС-3 и КС-4).
Также к передней части фюзеляжа крепилось стреловидное среднерасположенное крыло с углом стреловидности 60° по 1/4 линии хорд. Угол установки крыла равен +1°, поперечное V = 3°. Конструктивно крыло состояло из двух отъёмных консолей, на каждой из которых установлены элерон с весовой и аэродинамической компенсацией, выдвижной закрылок и две аэродинамические перегородки. Особенностью конструкции крыла являлось применение, наряду с обычной листовой работающей обшивкой, монолитных панелей. В средней части корневого участка крыла расположен отсек главной стойки шасси.
Хвостовое оперение самолёта состояло из цельноповоротного стабилизатора и киля с рулём направления. Угол стреловидности горизонтального и вертикального оперения по линии 25 % хорд составлял 55°. Стабилизатор расположен на 110 мм ниже строительной горизонтали фюзеляжа с углом установки минус 1° и состоял из двух половин, каждая из которых поворачивалась относительно своей полуоси. Впервые в истории советского авиастроения был применён цельноповоротный стабилизатор с необратимым бустерным управлением. Руль направления, управляемый бустером, имел весовую балансировку, а верхняя часть киля и руля направления для обеспечения работы радиостанции и ответчика выполнялись из радиопрозрачного стеклотекстолита.
Больших усилий потребовала разработка конструкции шасси. При уборке его в фюзеляж уменьшалось пространство для размещения ёмкостей топлива, усложнялась силовая установка, что в общем утяжеляло конструкцию. После многодневных исканий было найдено простое и рациональное решение: крепить колёса основных опор на рычажной подвеске и убирать в крыло механическим подтягом. Зазоры между стойками шасси при уборке их в крыло уменьшили. Такая схема, не имеющая аналогов в отечественном и зарубежном самолётостроении, оказалась весьма удачной. На основных стойках установлено по одному тормозному колесу высокого давления КТ-69 (880х230 мм) с дисковыми тормозами.
Передняя нога шасси выполнена свободно ориентирующейся (на 50° вправо и влево) с нетормозным колесом К283 (570x140) и демпфером, гасящим резкие автоколебания переднего колеса (шимми) при движении самолёта по земле. Она убирается в отсек передней ноги против потока. Вся система уборки и выпуска работает от гидросистемы.
Для сокращения длины пробега на Су-7Б установлен посадочный тормозной парашют ПТ-7, уложенный в ранец, который размещался в контейнере снизу хвостовой части фюзеляжа.
В фюзеляже топливо размещалось в четырёх мягких топливных баках. В головной части устанавливались баки № 4 на 330 л, № 1 на 1100 л и № 2 на 680 л керосина. Топливный бак № 3 размещался в хвостовой части и вмещал 505 л топлива, а общая ёмкость двух герметичных крыльевых отсеков равнялась 800 л. Под фюзеляж на балочные держатели БДЗ-57ФУ можно было подвесить два ПТБ (типа Т43-6100-800, первоначально разработаны для перехватчика Су-9) сверхзвуковой формы ёмкостью 640 л каждый. С ними максимальный объём топливной системы равнялся 4695 л (3794 кг керосина марки ТС-1). В качестве топлива применялся керосин марок Т-1, ТС-1 или их смесь в любой пропорции. Заправка топливом — через заливные горловины баков.
Гидросистема Су-7Б с максимальным рабочим давлением 215 кг/см2 состояла из трёх самостоятельных систем: силовой и двух бустерных — основной и дублирующей. Источником давления в каждой системе являлся установленный на коробке приводов двигателя плунжерный насос переменной производительности НП26/1 (НП27). Кроме того, в дублирующую бустерную систему был включён аварийный насос с электроприводом НС-3 и допустимым временем непрерывной работы 20 минут. Рабочая жидкость — масло АМГ-10.
Силовая гидросистема предназначалась для уборки и выпуска шасси, закрылков, тормозных щитков, конуса воздухозаборника, открывания и закрывания противопомпажных створок. Для увеличения скорости и надёжности уборки шасси, на Су-7Б последних серий в силовой гидросистеме был выполнен ряд изменений — вместо одного гидроаккумулятора в момент уборки к основной магистрали подключался и второй (ранее использовался только один).
Для создания усилий, способных преодолевать большие аэродинамические нагрузки на рулевых поверхностях самолёта, в системе управления были установлены двухкамерные гидромеханические усилители (бустеры). Для обеспечения максимальной надёжности работы управления самолётом бустеры работали одновременно от двух независимых гидросистем и при выходе одной из них из строя продолжали работать на второй системе, развивая половинное усилие на исполнительном штоке. Основным отличием бустерной гидросистемы от силовой, а также от бустерных систем, применявшихся в то время на других самолётах, являлось то, что она была замкнута, то есть не имела непосредственного контакта с атмосферой. Поэтому в ней не было необходимости иметь расходные бачки и клапаны обратных перегрузок.
Пневмосистема состоит из двух автономных пневмосистем. Основная пневмосистема самолёта, питаемая от одного 6-литрового и двух 3-литровых баллонов, обеспечивала основное торможение колёс главных ног шасси, их автоторможение при уборке, герметизацию фонаря кабины и перезарядку пушек, а с 31 серии и аварийный выпуск закрылков. Вторая система, в состав которой входил 6-литровый баллон, служила для аварийного торможения колёс при выходе из строя основной пневмосистемы, а также аварийного выпуска шасси. В обеих системах в качестве рабочего тела использовался технический азот. Зарядное давление в баллонах 150 кг/см2. Давление, подводимое к тормозам колёс — 12 кг/см2.
Система управления полётом — бустерная, с необратимыми гидроусилителями, и передачей перемещений органов управления механической проводкой (жёсткими тягами на стабилизатор, тросовая проводка на РН и смешанная — на элероны. В канале тангажа стоял автомат регулирования загрузки ручки АРЗ-1, изменяющий величину нагрузки в зависимости от высоты и скорости полёта путём изменения по заданному закону передаточного отношения системы управления стабилизатором на участке от ручки до пружинного механизма загрузки. Для улучшения путевой устойчивости на больших высотах в систему управления рулём направления включён демпфер рыскания (автомат парирования) АП-106М с датчиком угловой скорости ДГ-102М. Автопилот — АП-28И.
Источники электропитания — генераторы на двигателе ГС-12Т и СГС-7,5Б, электромашинные преобразователи. Аварийный источник — аккумуляторная батарея 12АСАМ-23 (12САМ-28).
Самолёт оснащён радиостанцией РСИУ-5, радиокомпасом АРК-10, радиовысотомером РВ-УМ, радиолокационным дальномером СРД-5М, оптическим прицелом АСП-5НД и ПБК-1 (ПБК-2), системой предупреждения о радиолокационном облучении «Сирена»2, системой опознавания «свой-чужой» СРО-2М. Гирокомпас ГИК-1 (заменён на курсовую систему КСИ-7). Маркерный радиоприёмник МРП-56П. В качестве средства объективного контроля вначале стоял бароспидограф, затем его заменили на систему автоматической регистрации параметров полёта САРПП-12Г с накопителем информации К12-51Г1. Позднее на каждый пятый самолёт стали устанавливать фотоаппарат АФА-39 для контроля бомбометания и попутной разведки.
Двигатель — турбореактивный с форсажной камерой АЛ7Ф-1-100 (на первых сериях АЛ-7Ф-1-50) с тягой на максимале 6800 кгс и на форсаже 9600 кгс. Его ресурс составлял первоначально всего 100 часов, в дальнейшем многократно увеличенный. Сухой вес двигателя с агрегатами 2285 кг. Удельный расход топлива на крейсерском режиме 0,89; номинальном 0,93; максимальном 0,977 и с форсажем 2,3 кг/кгс.ч. При этом форсаж можно было включать на 15 минут при полёте на высоте до 8000 м и не более чем на 20 минут на больших высотах.

## Модификации

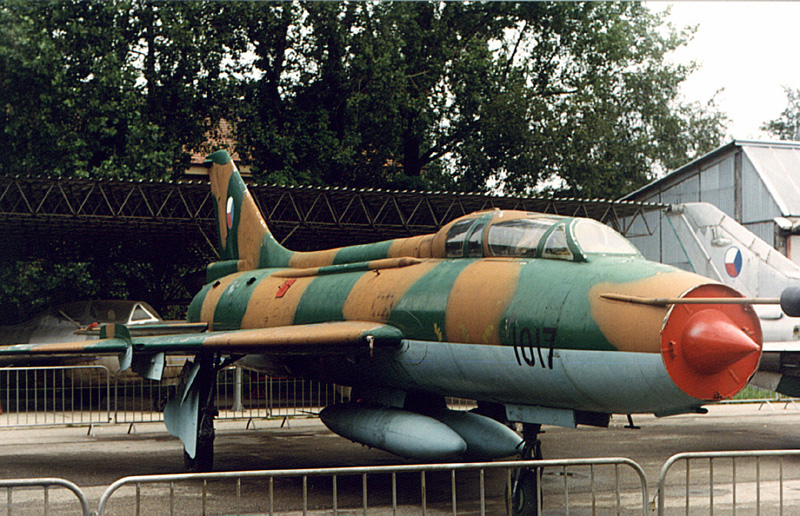
Су-7У в Пражском музее авиации

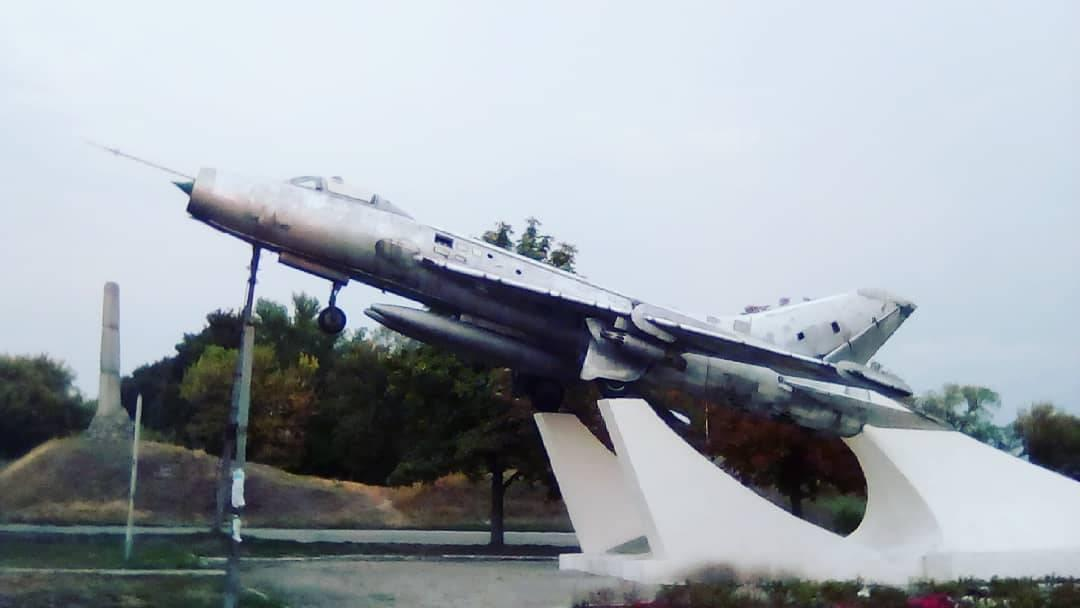
Памятник авиации — самолёт Су-7Б в центре Краснограда

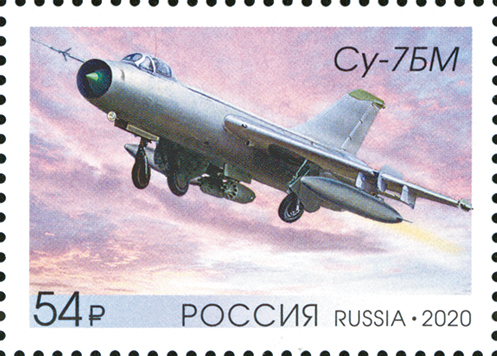
Су-7БМ. Почтовая марка. 2020 год. Россия.

| Название модели            | Краткие характеристики, отличия. |
| -------------------------- | --- |
| Су-7 (изделие «С-2»)       | Фронтовой истребитель (серийно строился в 1957—1960 годах). На вооружение не принимался. Эксплуатировался в двух полках на Дальнем востоке.                                                                        |
| Су-7Б (изделие «С-22»)     | Серийный истребитель-бомбардировщик (1959—1962). |
| Су-7БКЛ (изделие «С-22КЛ») | Колёсно-лыжная модификация самолёта для улучшения условия базирования на грунтовых ВПП (1965—1972). |
| Су-7БМ (изделие «С-22М»)   | Модификация Су-7Б, направленная на увеличение дальности полёта, с увеличенными крыльевыми баками, с новым бортовым оборудованием и двигателем АЛ-7Ф-1 с повышенным ресурсом (1962—1965).                           |
| Су-7БМК (изделие «С-22МК») | Экспортный вариант СУ-7БМ с некоторыми улучшениями конструкции, реализованными на Су-7БКЛ, последние серии самолёта были оборудованы дополнительной парой подвесок (1967—1971).                                    |
| Су-7ИГ (изделие «С-22И»)   | Экспериментальный самолёт на базе серийного Су-7БМ с крылом изменяемой в полёте стреловидности 30—63° (1966). Прототип Су-17. Построен один экземпляр — потерян в аварии.                                          |
| Су-7У (изделие «У-22»)     | Учебно-тренировочная модификация самолёта на базе СУ-7Б (1965—1972). |
| Су-7УМК (изделие «У-22МК») | Экспортный вариант Су-7У (1965—1972). |
| Су-7У (Буксировщик мишени) | Самолёт-буксировщик мишеней Комета, оборудовался турболебёдкой, действовавшей от набегавшего потока. Позволял буксировать мишень на тросе длиной до 8 км со скоростью 720 км/ч. Разработка Казанского ОКБ «Сокол». |

## Лётно-технические характеристики
Приведённые характеристики соответствуют модификации Су-7Б.
Источник данных: 

Технические характеристики
- Экипаж: 1 пилот
- Длина: 16,607  м
- Размах крыла: 9,31 м
- Высота: 4,157 м
- Площадь крыла: 34 м²
- Угол стреловидности по передней кромке: 63°
- Масса пустого: 8370 кг
- Нормальная взлётная масса: 11 983  кг
- Максимальная взлётная масса: 13 043 кг
- Масса топлива во внутренних баках: 2760 кг
- Объём топливных баков:
- Силовая установка: 1 × ТРДФ АЛ-7Ф-1
  - Бесфорсажная тяга: 1 × 6800 кгс
  - Форсажная тяга: 1 × 9600 кгс

Лётные характеристики
- Максимальная скорость: 2120 км/ч
- Крейсерская скорость: 786 км/ч
- Практическая дальность:  
  - без ПТБ: 1130 км
  - с ПТБ:
- Практический потолок: 15 000 м
- Скороподъёмность: 9600  м/мин
- Длина разбега: 1350 м
- Длина пробега: 900 м

Вооружение
- Стрелково-пушечное: 2 × НР-30 (по 70 снарядов на пушку)
- Точки подвески: 6
- Боевая нагрузка: 2000 кг
- Неуправляемые ракеты: С-3К или С-5 или С-24
- Бомбы: 2 × 500 кг или 4 × 250 кг или 1 × РДС-4

## Сравнение с аналогами
|                                | Су-7            | McDonnell Douglas F-4 Phantom II | Republic F-105 Thunderchief   | Hawker Hunter            | Dassault Super Mystère | Dassault Étendard  | HAL HF-24 Marut                     |
| ------------------------------ | --------------- | -------------------------------- | ----------------------------- | ------------------------ | ---------------------- | ------------------ | ----------------------------------- |
| Внешний вид                    |                 |                                  |                               |                          |                        |                    |                                     |
| Год принятия на вооружение     | 1960            | 1961                             | 1958                          | 1956                     | 1958                   | 1962               | 1967                                |
| Годы производства              | 1957 — 1972     | 1958 — 1979                      | 1957 — 1964                   | 1953 — ?                 | 1957 — 1960            | 1960 — 1965        | 1961 — 1985                         |
| Выпущено, единиц               | 1874            | 5195                             | 833                           | ~2000                    | 180                    | 90                 | 147                                 |
| Масса пустого, кг              | 8370            | 12701                            | 12181                         | 6405                     | 6932                   | 5900               | 6195                                |
| Масса боевой нагрузки, кг      | 1200            | 7275                             | 6400                          | 3400                     |                        | 1360               | 1800                                |
| Встроенная пушка               | 2 × 30-мм НР-30 | 1 х 20-мм M61 Vulcan             | 1 × 20-мм M61 Vulcan          | 4 × 30-мм ADEN           | 2 × 30-мм DEFA 552     | 2 × 30-мм DEFA 552 | 4 × 30-мм ADEN                      |
| Макс. взлётная масса, кг       | 13 043          | 20 230                           | 23 970                        | 11 160                   | 11 660                 | 10 200             | 10 910                              |
| Силовая установка              | 1 × АЛ-7Ф-1     | 2 х General Electric J79-GE-8    | 1 × Pratt & Whitney J75-P-19W | 1 × Rolls-Royce Avon 207 | 1 × SNECMA Atar 101G   | 1 × SNECMA Atar 8B | 2 × Bristol Siddeley Orpheus Mk 703 |
| Тяга двигателя (форсаж), кН    | 1 × 94,1        | 2 × 79,4                         | 1 × 117,9                     | 1 × 45,1                 | 1 × 43,1               | 1 × 43,2           | 2 × 21,6                            |
| Макс. скорость, км/ч           | 2120            | 2585                             | 2208                          | 1150                     | 1250                   | 1100               | 1128                                |
| Практический потолок, м        | 15 000          | 18 898                           | 12 558                        | 15 240                   | 17 000                 | 15 500             | 13 750                              |
| Практ. дальность (без ПТБ), км | 1130            | 1650                             |                               |                          | 1175                   | 1100               |                                     |

## На вооружении

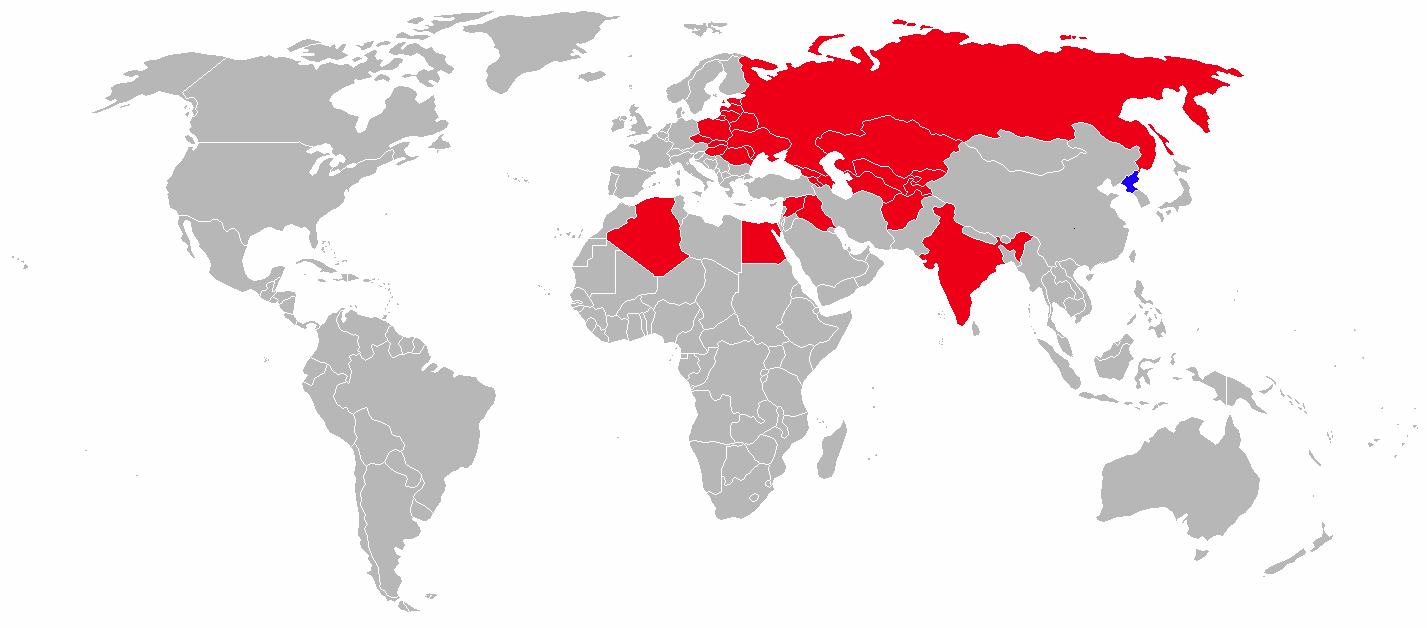
Страны, эксплуатирующие Су-7 (синим цветом) и уже снявшие Су-7 с вооружения (красным)

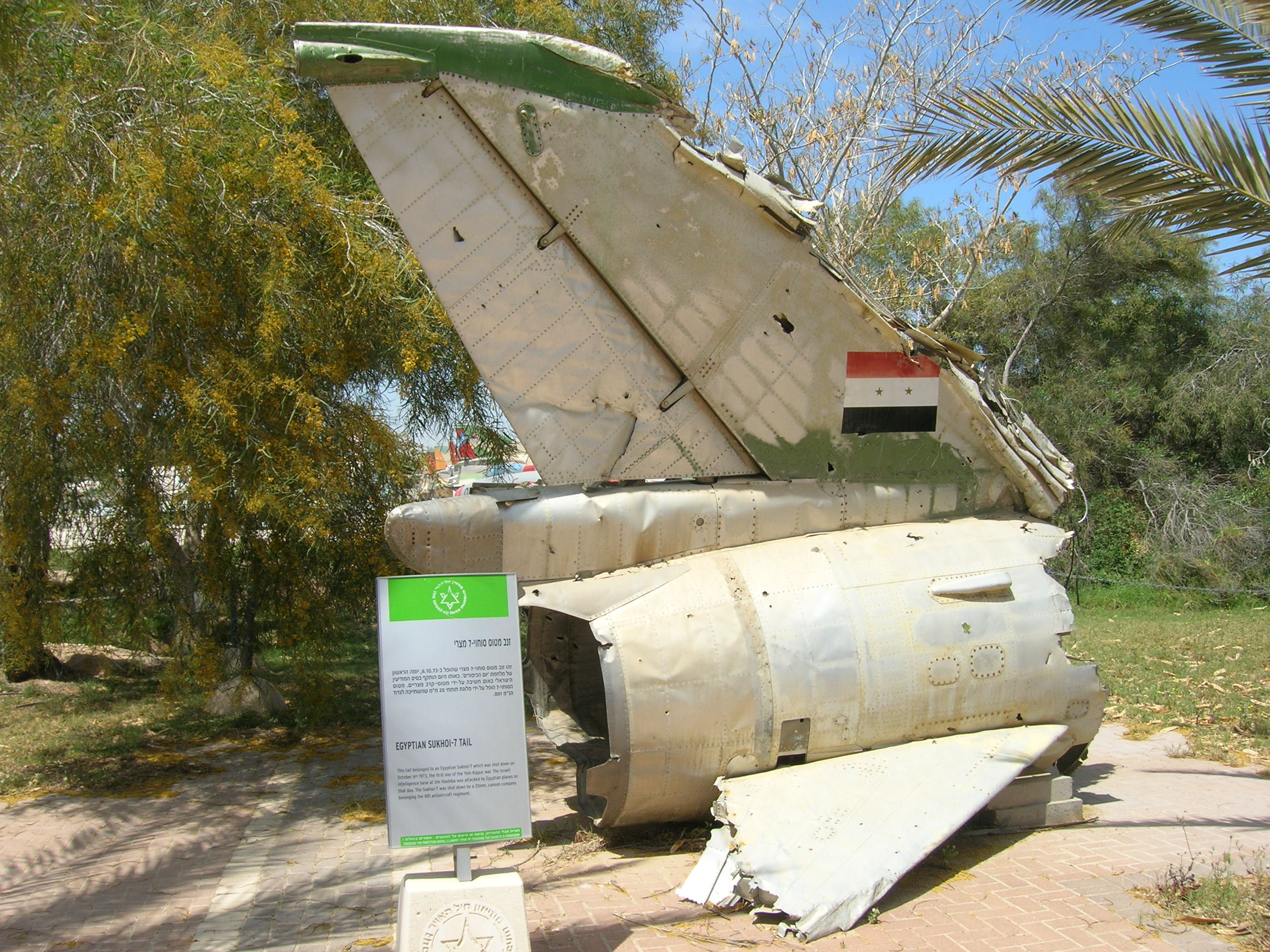
Хвостовая часть египетского Су-7БМК, сбитого ПВО Израиля в октябре 1973 года

- СССР — в 1960—1970-х годах Су-7 состоял на вооружении 25 авиаполков. Снят с вооружения в 1986 году и заменён на Су-17 и МиГ-27.
- Алжир — в 1971—1972 годах, Алжир получил 22 истребителя-бомбардировщика Су-7БМК, включая спарки Су-7УМК[6].
- Афганистан — в начале 1970-х годов Афганистан получил 24 истребителя-бомбардировщика Су-7БМК, поступивших на вооружение 355-го апиб. Ввиду постоянных боевых действий, высокой аварийности в условиях высокогорья и плохого техобслуживания авиаполк постоянно доукомплектовывался подержанными Су-7БКЛ, поступавшими из СССР. Всего Афганистан получил 79 Су-7, последние из которых окончательно вышли из строя к 1992 году[7].
- Египет — первая партия из 14 Су-7БМК, поступила на вооружение 55-й эскадрильи 1-й авиабригады ВВС Египта. Большая часть этих самолётов была уничтожена в ходе «шестидневной войны», и для восполнения боевого состава из СССР стали вновь поступать Су-7. Помимо 55-й эскадрильи, ими были вооружены 202-я и 204-я истребительно-бомбардировочные авиабригады. Впоследствии во время боевых действий Су-7 ВВС Египта несли тяжёлые потери, которые восполнялись поставками из СССР. Всего за период 1967—1972 годов Египет получил 185 Су-7БМК и Су-7УМК. После разрыва отношений между СССР и Египтом Су-7 находились на вооружении ВВС последнего до середины восьмидесятых[8][9].
- Индия — в Индию Су-7 поставлялся с 1968 года, где истребителями-бомбардировщиками Су-7БМК и «спарками» Су-7УМК было укомплектовано шесть эскадрилий: в марте 1968 26-я, в июле 101-я, в августе 221-я, затем 32-я и 108-я. Последней Су-7, в сентябре 1968 года, получила 222-я истребительно-бомбардировочная эскадрилья. Всего в нескольких партиях с учётом восполнения потерянных самолётов ВВС Индии получили 154 Су-7. Последние истребители были списаны в 1986 году[10][11].
- Ирак — в 1968 году ВВС Ирака получили первые 18 Су-7БКЛ. Всего в Ирак из СССР было отправлено 83 истребителя типа Су-7[6][12].
- КНДР — в конце 1960-х годов ВВС КНДР получили 25 Су-7БМК и Су-7УМК, что позволило укомплектовать истребительно-бомбардировочный авиаполк двухэскадрильного состава. После перевооружения на штурмовики Су-25 в 1987—1989 годах старые Су-7 не были списаны. Самолёты поддерживались в боеготовом состоянии и содержались на открытых стоянках на краю аэродрома, очевидно, в целях дезинформации. По данным с космических снимков, на этот момент в строю оставалось 18 Су-7[13].
- Польша — в июле 1964 года 5-й полк истребителей-штурмовиков, входивший в 16-ю дивизию истребительно штурмовой авиации, получил шесть Су-7БМ. Следующая партия, прибывшая в июне 1966 года, состояла из двенадцати Су-7БКЛ. С мая 1967 года полк стал именоваться 3-м Поморским полком ИБА. Всего, до окончания поставок в 1972 году, полк получил 30 Су-7БКЛ. В сентябре 1969 года полк получил три спарки Су-7У, кроме того ВВС Польши получили дополнительно пять Су-7У для подготовки пилотов Су-20, не имевшего двухместного варианта. Один Су-7БКЛ полякам пришлось отдать Чехословакии взамен сбитого на учениях польским МиГ-21ПФМ чехословацкого Су-7БКЛ. А ещё один Су-7БКЛ был передан в качестве компенсации самой Польше, но уже от СССР, взамен разбитого советским лётчиком самолёта ВВС Польши. В 1988 году началось списание истребителей этого типа с вооружения, а 25 июня 1990 года польские Су-7 в последний раз поднялись в воздух. За 26 лет эксплуатации в ВВС Польши было потеряно в общей сложности 10 машин этого типа[14].
- Сирия — вскоре после «шестидневной войны» ВВС Сирии получили 25 Су-7БМК и Су-7УМК, из которых была сформирована истребительно-бомбардировочная авиабригада. В войне 1973 года сирийская авиация понесла ощутимые потери: в частности, было потеряно 13 Су-7БМК. После 1973 года ВВС Сирии получили ещё 35 самолётов этого типа, однако ввиду того, что выпуск экспортных машин был уже завершён, это были подержанные советские Су-7БКЛ и Су-7У. В середине восьмидесятых Су-7 были переведены в резерв, а к началу девяностых сняты с вооружения[15].
- Чехословакия — чехословацкие ВВС стали первым зарубежным эксплуатантом Су-7. В 1963 году ЧССР оплатила заказ первой дюжины Су-7 для своих ВВС, это стало началом для амбициозных планов по оснащению двух истребительно-бомбардировочных полков новыми самолётами. Первой частью, получившей Су-7БМ, стал 28-й авиаполк, входящий в состав 34-й авиадивизии, размещённой на аэродроме Часлав. Всего, начиная с середины 1964 года, полк получил 41 Су-7БМ. В июле следующего года первые машины получил 20-й истребительно-бомбардировочный авиаполк в Намеште-над-Ославой. В 1966 году начали в чехословацкие ВВС поступать Су-7БКЛ, в конце этого же года прибыли первые двухместные Су-7У, а в следующем году поставки были завершены. Всего было поставлено 64 Су-7БМ, 31 Су-7БКЛ и 7 Су-7У. Ещё один Су-7БКЛ чехи получили из Польши, взамен сбитого на учениях польским МиГ-21ПФМ, чехословацкого Су-7БКЛ. Другой Су-7БКЛ был передан в качестве компенсации Советским Союзом. В 1990 году 20-й ибап сдал свои последние Су-7БКЛ. За время эксплуатации Су-7 в ВВС Чехословакии было потеряно 30 истребителей[16][17].

## Боевое применение

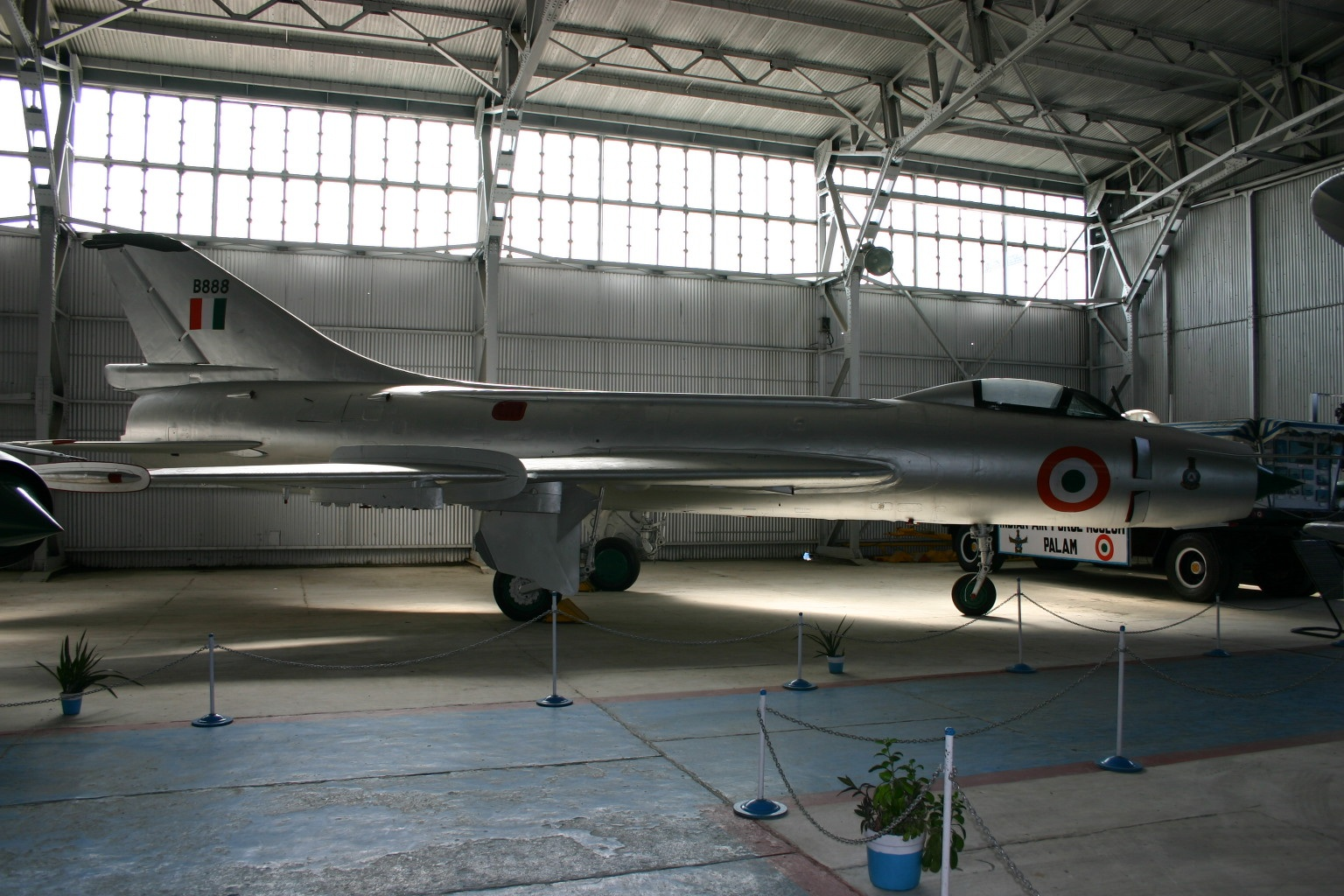
Истребитель-бомбардировщик Су-7БМК в авиационном музее ВВС Индии

### Шестидневная война
Во время Шестидневной войны 16 Су-7, включая 15 исправных, состояло на вооружении 55-й истребительно-бомбардировочной эскадрильи ВВС Египта, ещё некоторое количество было в несобранном виде.
Воздушные бои
Согласно западным данным, в воздушных боях израильскими истребителями были сбиты 9 египетских Су-7, какой либо информации о пилотах и номерах не приводится.
В то же время по данным самих израильтян, израильские пилоты претендовали лишь на 5 сбитых египетских Су-7, также без информации о пилотах и номерах.
Согласно российским источникам, в ходе войны среди взлетевших египетских Су-7, нашлось подтверждение потери по всем причинам лишь 4 машин данного типа. Также там даётся подробная информация о пилотах — 2 Су-7 разбилось в авариях (майор А. Меледжи погиб и подполковник Д. Алим спасся) и только 2 Су-7 было сбито в воздушных боях (сбиты огнём «Мираж-III», лейтенант М. Хамис и майор М. Шехата спаслись).
Египетские Су-7 в ходе войны сбили один израильский «Мираж-III». Вдобавок 6 июня был сбит один «Супер Мистер», который по одной из версий был поражён огнём Су-7. Также Су-7 произвели атаку на один или два израильских вертолёта S-58 124-й аэ, однако в цель не попали, только заставив вертолёты совершить вынужденную посадку.

### Египетско-израильская война на истощение и межвоенный период
В ходе Войны на истощение самолёты Су-7 использовались довольно активно: только за первый месяц 1968 года египетские Су-7 совершили 54 разведполёта над израильскими позициями, в этих разведывательных полётах потерь не имели.

### Третья индо-пакистанская война
Во время Третьей индо-пакистанской войны индийские Су-7 совершили около 1500 боевых вылетов. Первые из них были на выведение из строя пакистанских аэродромов. В частности, 32-я аэ заявляла об уничтожении двух B-57, двух F-86 и одного «Мираж-3» на авиабазе Шоркот на Западном фронте. Пакистанцы отрицали потери самолётов, индийцы же предоставили снимки ФКП Су-7, на одном из которых виден взрыв «Сейбра», всего 4 самолёта отмечаются подтверждённо уничтоженными.
8 декабря при налёте индийских Су-7 на авиабазу Рисалевала было уничтожено 2 «Сейбра», повреждены 1 «Сейбр», 1 C-130 и один лёгкий самолёт. В этот день группа из Су-7 32-й аэ попробовала совершить налёт на авиабазу Шоркот (на ней к этому времени остались только деревянные макеты семи F-6), индийские пилоты идентифицировали макеты и проводить атаку не стали. На Восточном фронте в результате налёта «сухих» 221-й эскадрильи были уничтожены 3 «Сейбра» (пакистанскими данными это не подтверждается, западный исследователь Б. Гарри указывает что по всей видимости в этой атаке были поражены несколько учебно-тренировочных RT-33). Всего на этом фронте был потерян 1 Су-7. В следующих атаках были нанесены серьёзные потери наступавшей пакистанской бронетехнике. 

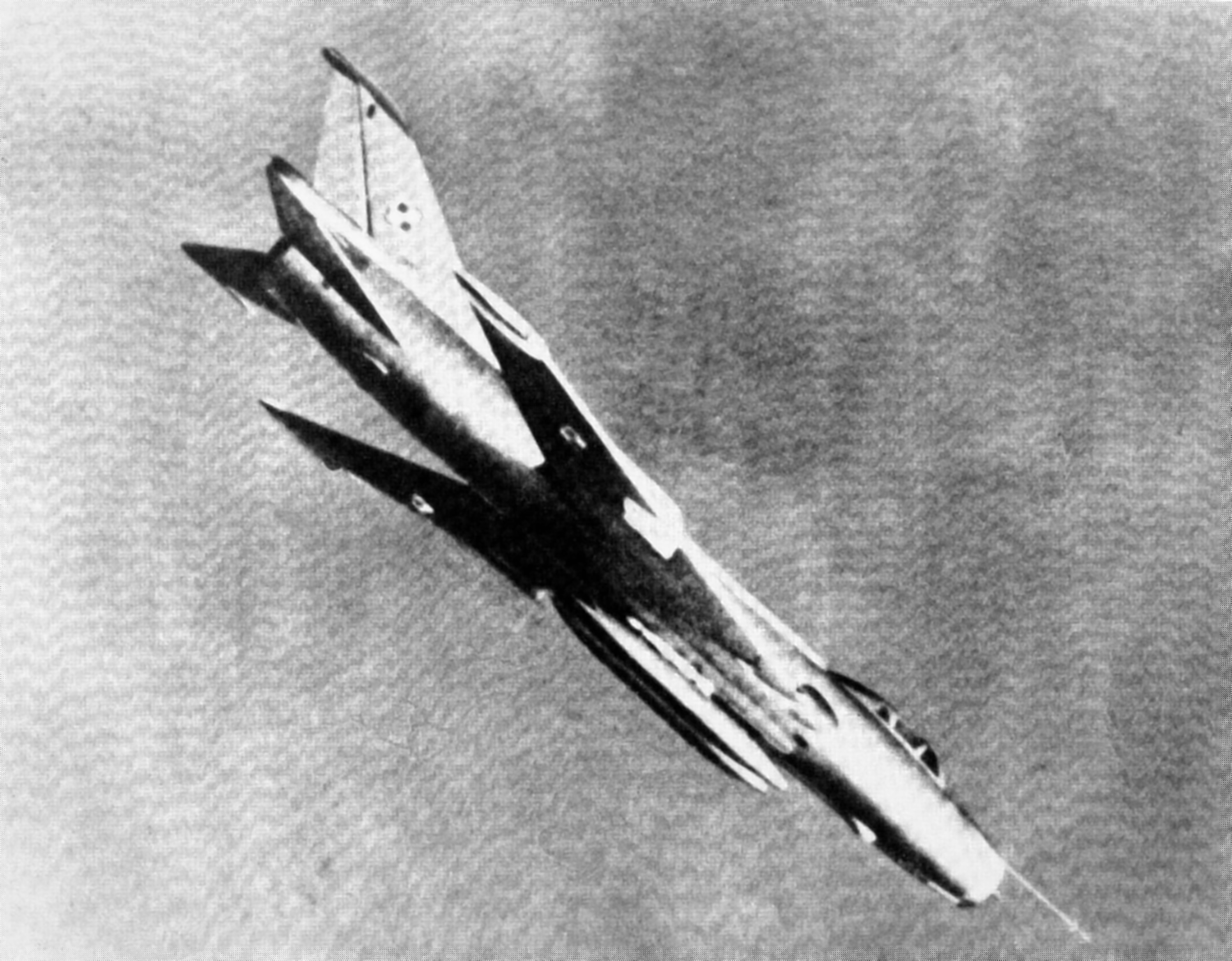
Су-7БКЛ ВВС Польши

 В одном из массированных налётов было поражено 69 танков, 57 других бронемашин и 25 орудий. 14 декабря в результате налёта Су-7 было полностью парализовано железнодорожное сообщение от Касура до Пукхпаттана, индийцы стали использовать на самолётах тяжёлые НУРС С-24. На следующий день от удара ракетами С-24 была поражена ГЭС в Сулейманки. 16 декабря индийские Су-7 в секторе Шакаргарх уничтожили 17 пакистанских танков, потеряв один самолёт. На следующий день индийские штурмовики полностью уничтожили эшелон с танками на станции Вазирабад, лишив пакистанцев подкреплений. Отмечались случаи использования «сухих» против водных целей, в ходе которых несколько катеров и барж было потоплено.
Приходилось индийским Су-7 встречаться и с пакистанскими истребителями, для боя с которыми они практически не предназначены. В этих стычках несколько «сухих» получили попаданий ракет AIM-9, ни одно из которых не было фатальным: самолёт получал повреждения и возвращался на базу, по другим данным, три самолёта были сбиты ракетами AIM-9. Согласно данным российского исследователя Владимира Ильина, Су-7 не имели потерь в воздушных боях, однако индийский военный историк Jagan Mohan, опираясь на ряд индийских публикаций, определяет число потерь Су-7 в воздушных боях в 4 сбитых точно (два «Сейбрами» и два F-6) и один, предположительно, «Миражом». 8 декабря разбился пакистанский F-6, пролетев через обломки падающего Су-7. 12 декабря, Су-7, во время разведывательного вылета на фотографирование аэродрома, перехватил пару пакистанских F-6 и огнём пушки сбил один из них. На следующий день, по неподтверждённой информации, Су-7 сбили два пакистанских «Сейбра».
Общие потери Су-7 в войне составили по одним данным 14 машин, по более поздним данным — 19, из них лишь 1 был потерян на восточном фронте (с учётом списанных), что составило четверть всех потерь ВВС Индии в этом конфликте. Хвост одного из Су-7, выдержавшего прямое попадание ракеты AIM-9 выставлен в авиационном музее индийских ВВС.

### Война Судного Дня
В ходе Войны Судного Дня Су-7 применялись Египтом, Сирией, Ираком, Алжиром. 72 Су-7БМК имел Египет и 25 Су-7БМК имела Сирия. 6 октября 12 египетских Су-7 нанесли удар по аэродрому Рефидим, на котором было тяжело повреждено 18 израильских самолётов, повреждена ВПП и несколько зданий, аэродром вышел из строя на двое суток. Египтяне потеряли всего 2 Су-7. Другое звено египетских Су-7 атаковало командный центр в Умм-Марджар. Ещё две эскадрильи египетских Су-7 сбросили 60 тонн бомб на позиции израильской ПВО и военные сооружения у Бир-Темада. За время войны было потеряно 15 иракских и 21 алжирский Су-7 (включая 16 от действий противника), потери египетских и сирийских самолётов неизвестны. Как минимум 18 арабских Су-7 были сбиты израильскими истребителями в воздушных боях.
Некоторые самолёты получили повреждения, так отмечалось несколько случаев, когда Су-7 получали попадания ракет AIM-9 с израильских истребителей, совершали посадку без шасси в пустыне, ремонтировались и возвращались в строй.

### Египетско-ливийская война
Су-7 использовались Египтом во время Египетско-ливийской войны. По утверждениям неофициального источника (веб-сайт aces.safarikovi.org) один египетский Су-7 был сбит либо истребителем «Мираж-5» ВВС Ливии либо из ПЗРК Стрела-2. По данным самого Египта самолёты Су-7 потерь в ходе войны не имели.

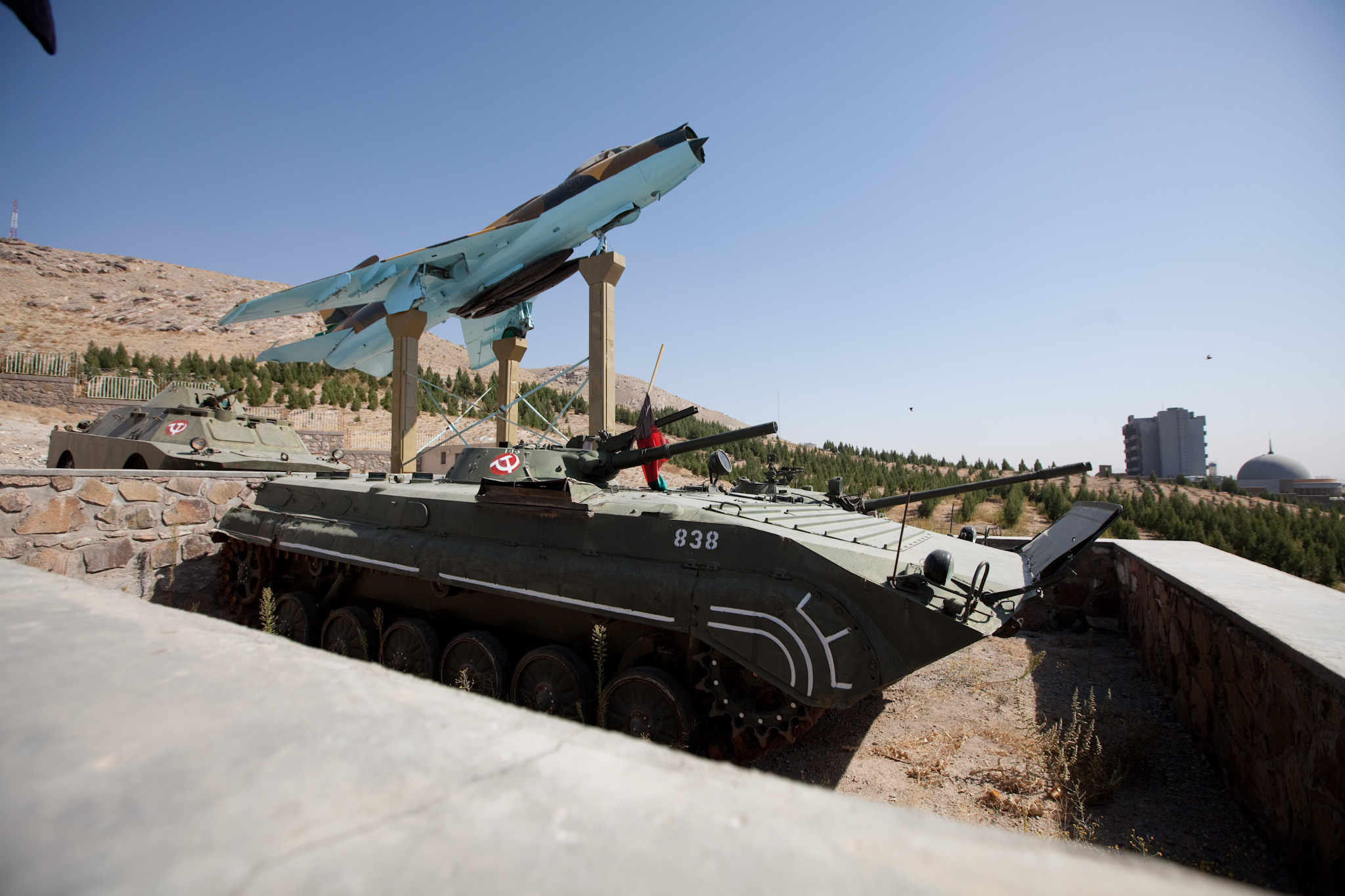
Су-7БКЛ в музее Джихада, г. Герат, Афганистан

### Гражданская война в Афганистане
Су-7 применялись в ходе Апрельской революции 1978 года, при этом 4 самолёта были подбиты огнём с земли, один разбился из-за недомогания пилота. В 1979 году афганские Су-7 нанесли удар по территории СССР, что привело к гибели мирных жителей. Шесть афганских Су-7 взорваны моджахедами на аэродроме Шинданд в 1985 году. В 1983 году один афганский Су-7 был угнан лётчиком в Пакистан.

### Ирано-иракская война
Перед началом Ирано-иракской войны иракские ВВС имели в составе 8-й эскадрильи 23 самолёта Су-7: 16 боевых и 7 учебных, все они располагались на авиабазе возле города Кут. В ходе войны в 1982 году ещё 30 таких самолётов было получено из Египта. Устаревшие к тому времени Су-7 применялись лишь эпизодически.

22 сентября 1980 года Ирак нанёс массированный авиаудар по территории Ирана (Операция «Эхо Кадиссии»). В нём участвовала лишь пара Су-7БМК 8-й эскадрильи ВВС Ирака. При этом Су-7 удалось добиться прямых попаданий в иранский зенитно-ракетный комплекс MIM-23B I-HAWK, прикрывающий авиабазу Дехлоран. В результате удара погибло 10 иранских зенитчиков. Оба Су-7 вернулись без потерь.
Известен случай уничтожения иракского Су-7 иранским истребителем F-5. По другим данным F-5 за всю войну ни разу не заявляли о сбитом Су-7.

## Аварии и катастрофы
- За 1965 год в ВВС СССР разбилось 17 самолётов Су-7[50].

## Авиапамятники и экспонаты музеев
Таблица памятников-истребителей Су-7 и истребителей-бомбардировщиков Су-7Б/БМ/БКЛ/У/БМК находится на сайте Ейского Высшего Военного Авиационного Училища Лётчиков (ЕВВАУЛ):
 Памятники ИБА: Су-7
| п/п | Тип     | Бортовой номер | Страна    | Местонахождение | На карте | Изображение |
| --- | ------- | -------------- | --------- | --- | -------- | ----------- |
| 1   | Су-7    | б/н            | Россия    | Авиабаза «Воздвиженка», Приморский край. Памятная доска: Вечная слава авиаторам — Оршанцам, отдавшим жизнь в борьбе с немецко-фашистскими захватчиками и при исполнении воинского долга. На обоих бортах нанесены изображения наград 523-го Оршанского иап: — орден Красного знамени; — орден Александра Невского; — орден Кутузова; — орден Суворова                                      | карта    |             |
| 2   | Су-7Б   | 77             | Россия    | г. Таганрог, Ростовская область. КПП аэродрома Таганрог-Центральный (ранее принадлежал ЕВВАУЛ). Памятные тексты: Слава советской авиации ! … Человек полетит, опираясь не на силу своих мускулов, а на силу своего разума. Самолёт — величайшее творение разума и рук человеческих | карта    | фото        |
| 3   | Су-7Б   | 69             | Россия    | г. Курган, Музей авиации | карта    |             |
| 4   | Су-7БМ  | 06             | Украина   | г. Красноград, Харьковская область, ул. Полтавская, около д. 90. Памятная доска: Бессмертному подвигу, стойкости, мужеству крылатых защитников Отчизны 292-й Красноградской штурмовой авиационной дивизии и 268-у Краснознамённому истребительному авиационному полку | карта    |             |
| 5   | Су-7БМ  |                | Украина   | Государственный музей авиации (Киев) |          |             |
| 6   | Су-7БМ  |                | Украина   | с. Богдановка, Васильковский район Киевская область |          |             |
| 7   | Су-7Б   |                | Украина   | пгт. Оратов, Оратовский район Винницкая область |          |             |
| 8   | Су-7БКЛ | 01             | Украина   | г. Черкассы (Черкаси), Парк 30-летия Победы. Памятная доска: Подвигу 8-й Черкасской гвардейской бомбардировочной дивизии, освобождавшей г. Черкассы, посвящается. 14 декабря 1943 г. | карта    |             |
| 9   | Су-7У   | 116            | Польша    | г. Краков (Kraków), Музей польской авиации (Muzeum Lotnictwa Polskiego). | карта    |             |
| 10  | Су-7БМК | б/н            | Египет    | г. Бени-Суэйф | карта    |             |
| 11  | Су-7Б   | 21             | Россия    | Чкаловский. Памятник «Слава советским покорителям неба». Памятник был торжественно открыт 18 августа 1980 г. в день авиации при общем построении подразделений Чкаловского гарнизона. На открытии памятника выступил заслуженный лётчик-испытатель СССР Герой Советского Союза Юрий Михайлович Сухов, испытавший Су-7Б в 1958 году.                                                        | карта    | Су 7Б       |
| 12  | Су-7    | 01             | Россия    | г. Хабаровск. Памятник авиаторам Дальнего Востока. |          |             |
| 13  | Су-7Б   |                | Россия    | г. Казань. Парк Победы. | карта    |             |
| 14  | Су-7Б   | 01             | Казахстан | г. Шымкент Памятник выпускникам Чугуевской школы пилотов — установлен в 1975 году в честь выпускников Чугуевской школы пилотов, действовавшей в эвакуации с 1942 по 1945 год. В 1942 году её инструктором был Иван Кожедуб, трижды Герой Советского Союза. Памятник был открыт на историческом холме (городище "Шымкент") и позднее, в 2009 году, перенесен в мемориал Славы в парке Абая. | карта    |             |

## В кино
- Самолёты Су-7Б показаны в кинофильме «Дни лётные» (1965 год). В съёмках принимали участие экипажи 642-го гвардейского, базировавшиеся на аэродроме Вознесенск.